# Schwand im Innkreis
Schwand im Innkreis osztrák község Felső-Ausztria Braunau am Inn-i járásában. 2018 januárjában 972 lakosa volt. 

## Elhelyezkedése

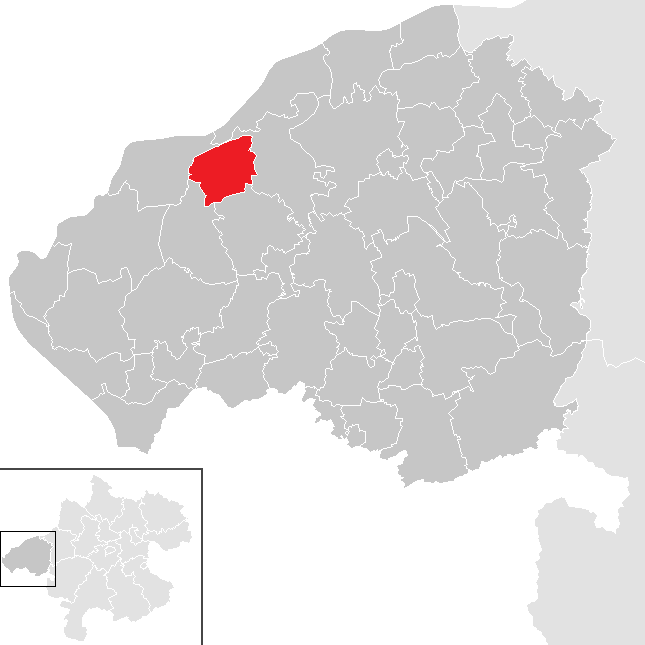
Schwand im Innkreis a Braunau am Inn-i járásban

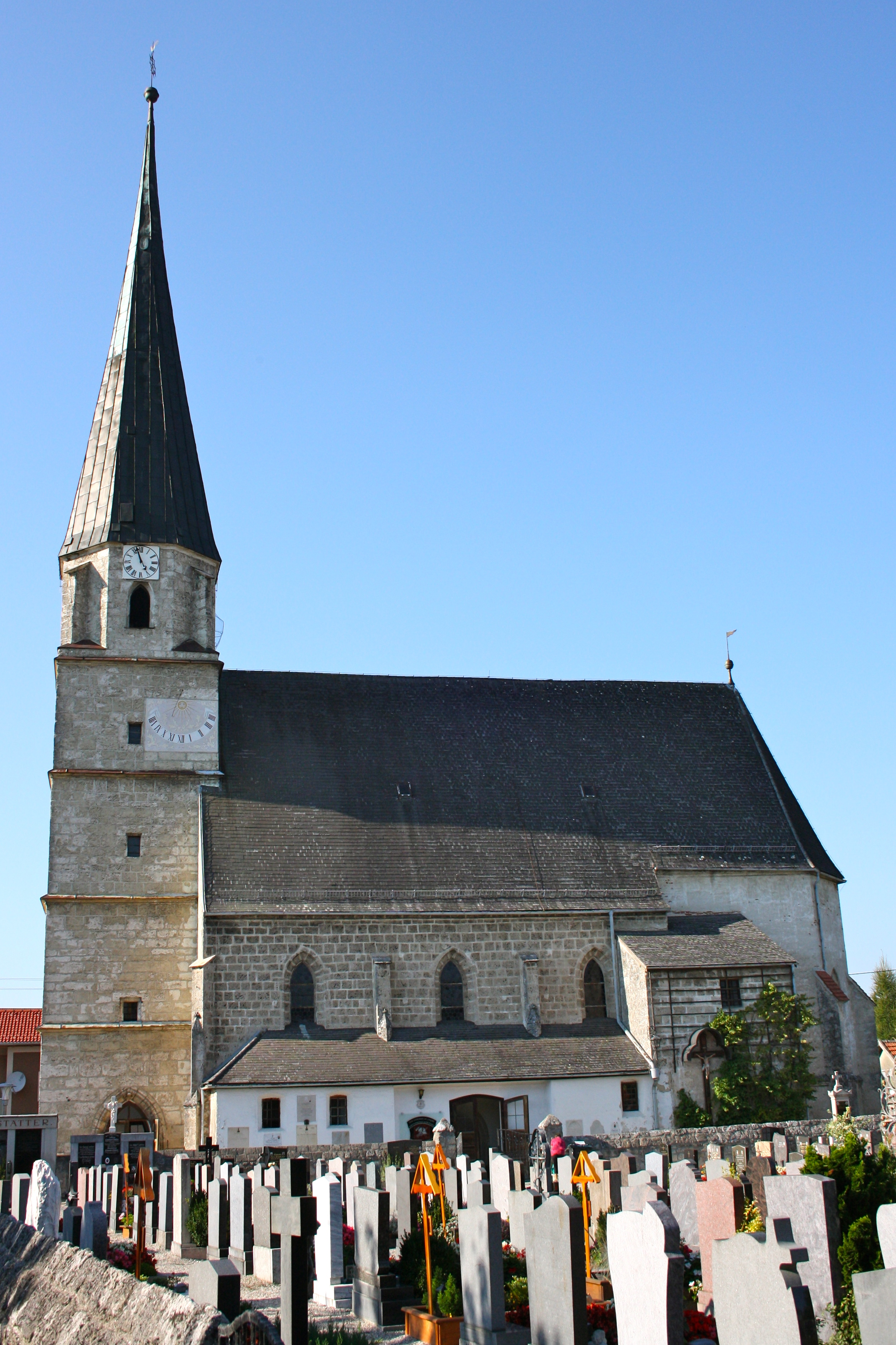
A Keresztelő Szt. János-plébániatemplom

Schwand im Innkreis Felső-Ausztria Innviertel régiójában fekszik, a német határ közelében. Területének 6,4%-a erdő, 87,7% áll mezőgazdasági művelés alatt. Az önkormányzat 27 településrészt és falut egyesít: Adenbrunn (20 lakos 2018-ban), Berg (11), Berndorf (15), Bernhof (15), Bruck (12), Bruck im Holz (22), Brunn im Gries (10), Brunnthal (8), Ebenthal (13), Ginshöring (16), Gries (25), Haus (6), Holz (8), Kammern (27), Kronleiten (39), Ottenschwand (17), Paischen (6), Paschen (5), Prielhof (8), Reith (19), Reuhub (23), Schmieding (9), Schwand im Innkreis (463), Semmelhof (17), Sengthal (10), Siebenmaiern (111) és Weilhart (37).
A környező önkormányzatok: északkeletre Braunau am Inn, keletre Neukirchen an der Enknach, délkeletre Handenberg, délnyugatra Gilgenberg am Weilhart, északnyugatra Überackern.

## Története
Schwand alapításától kezdve 1779-ig Bajorországhoz tartozott, amikor azonban a bajor örökösödési háborút lezáró tescheni béke következtében a teljes Innviertel Ausztriához került át. A napóleoni háborúk során 1809-ben a régiót a franciákkal szövetséges Bajorország visszakapta, majd Napóleon bukása után ismét Ausztriáé lett.
A köztársaság 1918-as megalakulásakor Schwandot Felső-Ausztria tartományhoz sorolták. Miután Ausztria 1938-ban csatlakozott a Német Birodalomhoz, az Oberdonaui gau része lett. A második világháború után a község visszakerült Felső-Ausztriához. 

## Lakosság
A Schwand im Innkreis-i önkormányzat területén 2018 januárjában 927 fő élt. A lakosságszám 1991 óta gyarapodó tendenciát mutat. 2016-ban a helybeliek 94,7%-a volt osztrák állampolgár; a külföldiek közül 2,5% a régi (2004 előtti), 0,9% az új EU-tagállamokból érkezett. 1,1% a volt Jugoszlávia (Szlovénia és Horvátország nélkül) vagy Törökország, 0,7% egyéb országok polgára. 2001-ben a lakosok 96%-a római katolikusnak, 2,2% pedig felekezeten kívülinek vallotta magát. 
A lakosság számának változása:

| 2016 | 918 |
| 2018 | 972 |

## Látnivalók
- a gótikus Keresztelő Szt. János-plébániatemplom

## Fordítás
- Ez a szócikk részben vagy egészben  a   Schwand im Innkreis című német Wikipédia-szócikk ezen változatának fordításán alapul.  Az eredeti cikk szerkesztőit annak laptörténete sorolja fel. Ez a jelzés csupán a megfogalmazás eredetét és a szerzői jogokat jelzi, nem szolgál a cikkben szereplő információk forrásmegjelöléseként.